# 小佐井伸二
小佐井 伸二（こさい しんじ、1933年1月5日 - 2009年2月23日）は、日本の作家、フランス文学者、翻訳家。

## 人物
東京出身。京都大学文学部仏文科卒、同大学院博士課程中退。
1961年「沈める寺」を『新潮』に発表して作家デビュー。その翌年の1962年「雪の上の足跡」で芥川賞候補。京都大学文学部助手、青山学院大学文学部助教授、教授。
フランス文学のほか美術研究を翻訳、また『文藝』などに小説を書いた。2000年に青山学院大を定年退職し、名誉教授となる。
大学の教え子だった声優の鈴木弘子と結婚していたことがある。
2009年食道癌の為、神奈川県川崎市の私邸にて逝去。76歳没。

## 著書
- 『婚約』（新書館） 1966
- 『ある埋葬』（河出書房新社） 1972
- 『白い伽藍のある遠景』（河出書房新社） 1978
- 『中世が見た夢 ロマネスク芸術頌』（筑摩書房） 1988

## 翻訳
- 『女の一生 / 死の如く強し / 短編6編』（モーパッサン、宮原信共訳、中央公論社、世界の文学） 1963
- 『小説ラ・ファンファルロ』（ボードレール、中村真一郎共訳、人文書院、ボードレール全集） 1963
- 『泉』（チャールズ・モーガン、白水社） 1964
- 『子供の領分』（モニック・ウィティッグ、白水社） 1966、のち集英社文庫 2004
- 『アナイスのために』（ジョルジュ・シムノン、集英社、シムノン選集） 1969
- 『陰欝な美青年』（ジュリアン・グラック、筑摩書房） 1970、のち文遊社 2015
- 『女ゲリラたち』（モニック・ウィティッグ、白水社） 1973
- 『ヴァニラの木』（ランブール、白水社） 1976
- 『重罪裁判所のメグレ』（ジョルジュ・シムノン、河出書房新社） 1977
- 『いさかい』（コレット、吉田千代子共訳、二見書房、コレット著作集） 1978
- 『メグレと善良な人たち』（シムノン、河出書房新社） 1978
- 『狭き門』（アンドレ・ジッド、集英社、世界文学全集） 1978
- 『ジュリアン・グリーン全集 日記』 1 - 2（ジュリアン・グリーン、人文書院） 1980 - 1983
- 『レオーヌ』（ジャン・コクトー、東京創元社、コクトー全集2） 1981
- 『ロマネスク芸術の時代』（ジョルジュ・デュビー、白水社） 1983、のち新装復刊 2000
- 『サンチャゴ巡礼の道』（イーヴ・ボティノー、入江和也共訳、河出書房新社） 1986
- 『石と信仰とのたわむれ ロマネスク芸術の魅力』（フィリップ・ボーサン、白水社） 1987
- 『愛と歌の中世 トゥルバドゥールの世界』（ジャンヌ・ブーラン,イザベル・フェッサール、白水社） 1989

## 論文
- ＜小佐井伸二